# Yuknoom Ch’een II
Yuknoom Ch’een II (Yuknoom Wielki) (ur. 11 września 600, zm. 686) – władca Kaan (nazywanego też „Królestwem Węża”) z ośrodkiem w Calakmul. Zasiadł na tronie w roku 636, jego panowanie trwało aż 50 lat. Jego córka w 679 poślubiła K’inich Yook z Sak-Nikte’. Jego następcą został Yuknoom Yichʼaak Kʼahkʼ w 686 roku.